# BC Dzūkija
O BC Dzūkija (lituano:Krepšinio Klubas Dzūkija) foi um clube profissional de basquetebol sediado na cidade de Alytus, Lituânia. Foi fundado em 2012 e disputou a Liga Lituana. Mandava seus jogos na Alytus Arena que possui capacidade de 5.500 espectadores. Sua dissolução deu-se em 2022 após o empresário Gediminas Žiemelis comprar o clube. Ocupando sua a licença que ficou vacante na LKL, o BC Wolves, ingressou na liga.

## Temporada por Temporada
| Temporada | Nível | Liga | Pos. | Pós-Temporada     | LKF Cup          |
| --------- | ----- | ---- | ---- | ----------------- | ---------------- |
| 2012–13   | 2     | NKL  | 2    | Finalista         | –                |
| 2013–14   | 1     | LKL  | 10   | –                 | primeira fase    |
| 2014–15   | 1     | LKL  | 6    | Quartas de Final  | Quartas de Final |
| 2015–16   | 1     | LKL  | 9    |                   |                  |
| 2016–17   | 1     | LKL  | 8    | Quartas de Final  |                  |
| 2017–18   | 1     | LKL  | 9    |                   |                  |
| 2018–19   | 1     | LKL  | 8    | Quartas de finais |                  |
| 2018–19   | 1     | LKL  | 9    |                   |                  |
| 2020–21   | 1     | LKL  | 9    |                   |                  |
| 2021–22   | 1     | LKL  | 8    | Quartas de finais |                  |